# أحمد دلح
أحمد دلح (مواليد 23 أبريل 1987) هو لاعب كرة قدم سعودي.
لعب سابقاً في أندية وج والاتحاد و الفيصلي والشعلة .

## وصلات خارجية
- أحمد دلح على موقع قاعدة بيانات كرة القدم.إي يو (الإنجليزية)
- أحمد دلح على موقع كووورة

- أحمد دلح